# Йохан XX фон Далберг
Йохан XX фон Далберг (на немски: Johann XX. von Dalberg; * 14 август 1455, Опенхайм; † 27 юли 1503, Хайделберг) от рицарската фамилия „кемерер на Вормс“, е като Йохан III епископ на Вормс (1482 – 1503), от 1480 до 1482 г. канцлер на Университет Хайделберг и 1482 г. канцлер на Курпфалц и хуманист.

## Живот
Той е син (от 11/12 деца) на фрайхер Волфганг III Кемерер фон Вормс (1426 – 1476), господар на Далберг при Бад Кройцнах, и съпругата му Гертруд Грайфенклау цу Фолрадс († 1502), дъщеря на Фридрих фон Грайфенклау (1401 – 1459) и Алайд фон Лангенау († 1439/1453). Баща му Волфганг III е дворцов маршал на курфюрст Фридрих I фон Пфалц и започва да се нарича „фон Далберг“.
Йохан следва от 1466 до 1472 г. в университета в Ерфурт, след това до 1476 г. право в университета в Павия. От 1476 г. той следва в университета в Падуа и става „доктор по право“.
Още през 1472 г. той е духовник в катедралата на Вормс, 1474 г. в Трир, 1478/79 г. в Шпайер и 1479 г. в Майнц. През 1480 г. става катедрален пропст във Вормс и канцлер на университета в Хайделберг. През това време той живее в Хайделберг.
През 1474 г. е ръкоположен. Курфюрст Филип фон Пфалц (упр. 1476 – 1508) го прави през 1481 г. канцлер на Курпфалц, на тази служба е до 1497 г. Курфюрстът се застъпва за избирането му за епископ на Вормс на 2 август 1482 г. Тогава той е на 27 години. Папата го признава, въпреки че не е на исканите 30 години.
Допълнително той е водещ в кръга на хуманистите. Говори италиански, латински, но с немски акцент. Йохан XX събира древни монети и се грижи за запазването и реставрирането на римските надписи във Вормс. Той пише произведение за монетното право (De inventione, ratione et qualitatemonetae), което обаче е загубено.
Йохан XX фон Далберг умира на 27 юли 1503 г. в Хайделберг и е погребан в катедралата на Вормс.